# Rodrigo Vázquez de Arce
Dom Rodrigo Vázquez de Arce (Ávila, 1529 - Carpio, Valladolid, 1599) foi um famoso jurisconsulto,  filho de um professor catedrático valladolidiano especializado em Leis e conselheiro de Carlos V. Formou-se na escola de Santa Cruz de Valladolid, desempenhando cargos relevantes na Chancelaria Real de Granada e de Lisboa, juntou-se depois ao Conselho de Castela e mais tarde ao Tesouro  de Espanha, onde foi presidente desde 1584. Em 1592, foi promovido à presidência do Real Conselho de Castela.
Ele e o Dr. Luis de Molina, intervieram na  crise da sucessão do trono de Portugal, como embaixadores, ao serviço do rei Filipe II de Espanha.
No regreso a Espanha foi nomeado conselheiro da Câmara de Castela e ordenado cavaleiro da ordem de Alcântara, da qual foi clavero e comendador de La Magdalena; em 1584 foi designado para ocupar a presidência do Conselho da Fazenda, e em 1592 da de Castela. Atuou como juiz no processo contra o secretário do rei, Antonio Pérez. Depois da morte de Filipe II, o seu sucessor Filipe III fê-lo membro do conselho de Estado, mas as intrigas do conde de Miranda Juan de Zúñiga Avellaneda y Bazán provocaram a sua queda, fazendo que o rei o nomeasse este para lhe suceder na presidência do Conselho de Castela.
Desterrado da corte, retirou-se para El Carpio, onde morreu poucos meses depois em consequência da complicação de hemorroidas, sendo enterrado no jazigo familiar da igreja de Santiago Apóstolo de referida localidade.